# 행정법원
행정법원(行政法院) 또는 행정재판소(行政裁判所, 영어: Administrative court)는 행정법에 관한 전문법원 또는 특수법원을 일컫는 말이다.

## 나라별 행정법원

### 대한민국
대한민국의 행정법원은 행정 소송 사건을 전문적으로 관장하는 법원으로서 일반법원 산하에 있는 특수법원에 속한다. 현재 대한민국에서는 서울에만 지방법원급의 행정법원이 설치되어 있다. 행정법원이 설치되지 않은 지역에서는 해당 지방법원이 이를 관할한다. 행정법원은 행정법원장과 부의 장 및 판사로 이루어진다. 행정법원장은 그 법원의 사법행정사무를 관장하며 소속공무원을 지휘, 감독한다. 한국의 법체계는 대륙법계로 분류되고 공법/사법의 이원적 법체계를 채택하고 있으면서도 행정소송이 사법재판소의 관할로 되어 있다는 특징이 있다.

### 프랑스
대륙법계 국가인 프랑스의 경우에는 일반법원(사법법원)으로부터 독립하여 행정사건을 전담하는 별도의 법원인 행정재판소를 행정부 산하에 두고 있다.

## 같이 보기
- 서울행정법원